# Metalloceen

Algemene structuurformule van een op cyclopentadieen gebaseerd metalloceen. De cirkels in de vijfhoeken duiden op een stabilisatie door delokalisatie van elektronen in de aromatische ring.

Een metalloceen is een organometallische sandwichverbinding met als algemene formule ((CH)x)2M. In deze formule zijn metallocenen beschreven met waarden voor x = 5 (bijvoorbeeld ferroceen) en x = 8 (bijvoorbeeld uranoceen). Deze eerste groep van verbindingen worden betiteld als cyclopentadienylcomplexen.

## Structuur
De structuur van een metalloceen bestaat uit twee cyclopolyeen-liganden (C5H5− of C8H82−), waartussen een metaal-ion (M) in oxidatietoestand +II (x = 5) of +IV (x = 8) zit. Het metaalion is niet specifiek gebonden aan één koolstofatoom, maar vormt een binding via de aromatische moleculaire orbitalen van het gedelokaliseerde π-systeem van de liganden. Metalloceenderivaten zijn erg vergelijkbaar met metallocenen, maar de metaalionen bevinden zich dan in een hogere oxidatietoestand, waardoor ze nog meer liganden (zoals chloor) kunnen binden. Voorbeelden hiervan zijn titanoceendichloride en vanadoceendichloride. Het eerste bekende metalloceen was ferroceen, waarbij Fe2+ gecoördineerd zit tussen 2 cyclopentadienyl-liganden.

## Eigenschappen
Verschillende metallocenen vertonen katalytische eigenschappen, hoewel ze zelden in de industrie worden gebruikt. Metallocenen met kationen uit groep 4 (zoals titanium en zirkoon), zijn in staat om de polymerisatie van alkenen te katalyseren. De
meest efficiënte metalloceen-katalysatoren zijn kationische complexen, waarvan de activiteit en selectiviteit mede bepaald worden door de interactie met het tegenion. Om die reden zijn anionen ontwikkeld die zo weinig mogelijk interactie hebben met het kationische metaalcentrum. De meest succesvolle zijn gebaseerd op boraat-anionen met gefluorideerde aromatische groepen, met als doel de negatieve lading als het ware uit te smeren en zo de nucleofiliciteit en Coulomb-interactie te verminderen.
Een opmerkelijke eigenschap van sommige metallocenen is dat ze thermisch zeer stabiel zijn. Ongeladen metallocenen zijn oplosbaar in een aantal veelgebruikte organische oplosmiddelen, zoals benzeen en di-ethylether.
De metallocenen kunnen volgens röntgendiffractieonderzoek 2 conformaties vertonen: geschrankt (de koolstofatomen in de ene ring bevinden zich tussen de koolstofatomen van de andere ring, zoals in de figuur) of geëclipseerd (de koolstofatomen in beide ringen bevinden zich boven elkaar, zoals in het ruimtelijk model bij het artikel over uranoceen). Voor zuivere metallocenen is het energieverschil tussen beide conformatie relatief laag. In gesubstitueerde vorm (wanneer het metaalion dus in hogere oxidatietoestand verkeert en er meerdere andere liganden aanwezig zijn) zal steeds de geschrankte conformatie aangenomen worden, om de sterische hindering tussen de liganden te minimaliseren.